# Robert P. Lamont
Robert Patterson Lamont (1 de dezembro de 1867 — 20 de fevereiro de 1948) foi secretário de Comércio dos Estados Unidos, de 5 de março de 1929 a 7 de agosto de 1932, durante o governo de Herbert Hoover. Foi secretário de comércio durante tempos difíceis para o comércio, como resultado da Grande Depressão.

## Vida

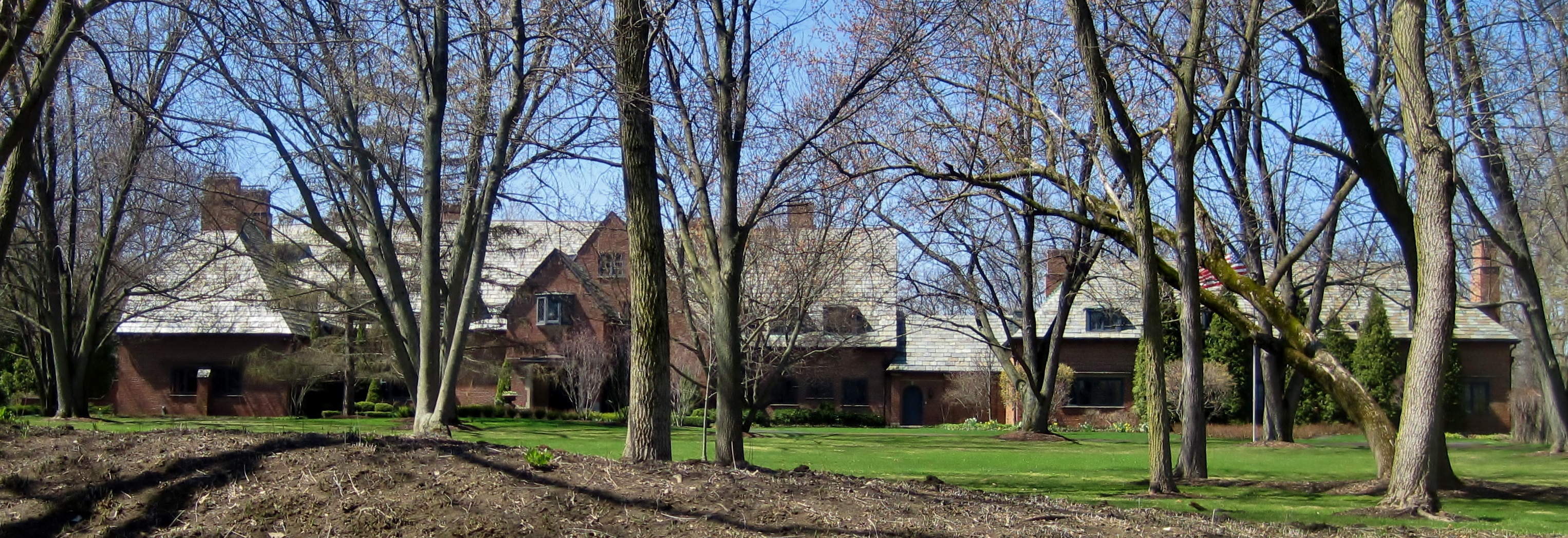
West View Farms, propriedade de Lamont em Lake Forest, Illinois, de 1925 a 1934, foi projetado por Howard Van Doren Shaw.

Lamont nasceu em Detroit, capital do estado norte-americano de Michigan. Sua mãe era Isabella (nascida Patterson), e seu pai era Robert Lamont. Estudou na Universidade de Michigan, graduando-se em 1891, com uma licenciatura em engenharia civil. Trabalhou como engenheiro na Exposição Universal Colombiana de 1893, em Chicago, Illinois. Lamont se casou com Helen Gertrude Trotter no dia 24 de outubro de 1894. Eles tiveram três filhos: (Robert Patterson II, Gertrude e Dorothy Lamont). Em 1897, foi contratado pela Simplex Railway Appliance Company como primeiro vice-presidente. Em 1905, a empresa foi comprada pela American Steel Foundries, e Lamont permaneceu como vice-presidente. No ano de 1912, foi eleito presidente da empresa, cargo que ocupou até 1929. Lamont foi secretário de Comércio, de 1929 até 1932, quando deixou o cargo para se tornar presidente do American Iron and Steel Institute, onde permaneceu até 1934. Lamont morreu em Chicago, Illinois, em 1948.